# Огняново (Пазарджицька область)
Огня́ново (болг. Огняново) — село в Пазарджицькій області Болгарії. Входить до складу общини Пазарджик.

## Населення
За даними перепису населення 2011 року у селі проживали 2353 особи.
Національний склад населення села:
| Національність   | Кількість осіб | Відсоток |
| ---------------- | -------------- | -------- |
| болгари          | 1927           | 82,7%    |
| цигани           | 223            | 9,6%     |
| не визначились   | 174            | 7,5%     |
| Всього відповіли | 2329           |          |

Розподіл населення за віком у 2011 році:
Динаміка населення: